# Joseana Vaz
Pour les articles homonymes, voir Vaz.
Joseana Vaz, née le 2 mars 2000, est une joueuse cap-verdienne de basket-ball évoluant au poste de pivot.

## Carrière
Elle participe avec l'équipe du Cap-Vert au Championnat d'Afrique féminin de basket-ball 2019, terminant à la neuvième place, et 2021, terminant à la dixième place.
Elle évolue dans le club portugais du GDESSA Barreiro.